# Кръстеняците
Кръстеняците е село в Северна България. То се намира в община Трявна, Габровска област.
Към 1934 г. селото има 31 жители. В днешно време няма постоянно население. Влиза в землището на с. Бижовци.
В селото е роден финансиста и политик Белчо Белчев.